# 沙坦
沙坦（法語：Chatain，法語發音：[ʃatɛ̃]）是法国新阿基坦大区维埃纳省的一个市镇，属于蒙莫里永区。

## 地理
沙坦（46°4'25"N, 0°25'55"E）面积22.05 平方千米，位于法国新阿基坦大区维埃纳省，该省份为法国中西部省份，北起曼恩-卢瓦尔省和安德尔-卢瓦尔省，西接德塞夫勒省，南至夏朗德省，东南接上维埃纳省，东临安德尔省。
与沙坦接壤的市镇（或旧市镇、城区）包括：伯内、勒布沙日、普勒维尔、阿努瓦、叙兰。

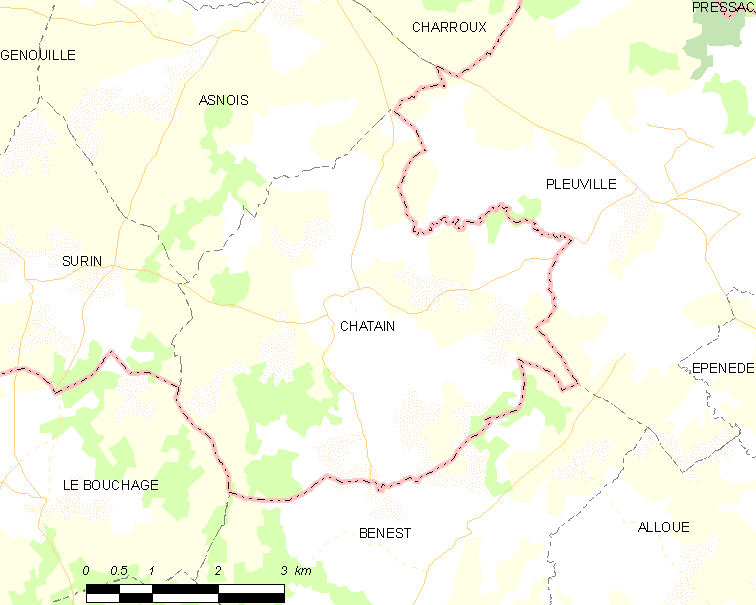
沙坦的OSM定位图

沙坦的时区为UTC+01:00、UTC+02:00（夏令时）。

## 行政
沙坦的邮政编码为86250，INSEE市镇编码为86063。

## 政治
沙坦所属的省级选区为锡夫赖县。

## 人口

1962-2008年间沙坦人口变化图示

沙坦于2022年1月1日时的人口数量为241人。